# Ateneo Obrero de Gijón
El Ateneo Obrero de Gijón es una entidad cultural asturiana fundada el 12 de agosto de 1881 en Gijón con el objetivo de fomentar la cultura y la enseñanza. Su mayor expansión fue a principios del siglo XX. Así, en 1904 abrió su biblioteca, que llegó a tener cerca de 19 000 volúmenes. También abrió sucursales en los barrios de La Calzada, El Llano y La Guía. Esta época acabó en 1937 debido a la Guerra Civil, que motivó que se les incautaran los bienes y se cerrara la asociación. En 1981 volvió a abrir las puertas gracias al esfuerzo de un grupo de personas, entre las que se encontraban antiguos socios. El 26 de octubre de 1985 inauguraron su nuevo local en la calle Covadonga de Gijón y en octubre de 2018 se trasladó a la segunda planta de la Antigua Escuela de Comercio.

## Historia
Como iniciativa de un grupo de burgueses republicanos y un pequeño colectivo de obreros cualificados, en 1881 se fundó el Ateneo-Casino Obrero: entidad cultural privada, sin ánimo de lucro y con dimensión pública. Sus fines fueron los de enseñanza y el fomento de la cultura, comenzando inmediatamente las actividades, con exposiciones, conferencias, representaciones teatrales y, sobre todo, cursos y talleres. Es el decano de las entidades culturales de Asturias y uno de los primeros Ateneos fundados en España.
Esta institución estaba dedicada preferentemente a la formación de los obreros, aunque propugnaba una participación interclasista. Los impulsores de esta iniciativa eran miembros de la burguesía reformista, la cual había ocupado el ayuntamiento durante el breve periodo de la Primera República. Destacaba, entre ellos, el médico Eladio Carreño. Estos promotores, en consonancia con las propuestas krausistas de la Institución Libre de Enseñanza de Madrid, sostenían que el progreso y la modernización de España dependían de la instrucción y formación de obreros especializados.
La etapa de mayor esplendor del Ateneo coincide con el comienzo del siglo XX. En 1904 se creó la Biblioteca, que se convertiría en su sección más importante, llegando a contar con unos 19 000 volúmenes. Poco después, el Ateneo fue creando las sucursales de La Calzada, El Llano y la Guía. Este período de continua expansión y desarrollo concluyó bruscamente en 1937 cuando se clausuró e incautaron los bienes de la Entidad.
En 1981, coincidiendo con el centenario de la entidad, se refundó el Ateneo Obrero de Gijón. Esta iniciativa es llevada a cabo por un grupo de antiguos socios ateneístas y por personas interesadas en recuperar las señas de identidad de una institución estrechamente ligada a la historia del Gijón contemporáneo del último cuarto del siglo XIX y primer tercio del XX. Asimismo, el Ayuntamiento de Gijón se hizo cargo de la responsabilidad del consistorio de 1937 que clausuró el Ateneo y se incautó de sus bienes.
Comenzaron a desarrollarse actividades de muy diverso tipo, adaptadas a un Gijón que estaba dando sus primeros pasos en democracia, y desligadas de los aspectos educativos y asistenciales que pudo tener el Ateneo en su primera fase de existencia, ya que dichas necesidades estaban cubiertas por las instituciones públicas. La presencia es más cultural y social, realizando conferencias, charlas, mesas redondas, presentaciones diversas (libros, revistas, campañas...), proyecciones o excursiones. Una de los aspectos culturales en los que se decidió intervenir fue en el de la edición de publicaciones propias.
Por otro lado, la vida social de sus socios se articula en secciones, de las que tienen un funcionamiento estable las dedicadas al ajedrez (Campeonato Social, Campeonato Asturiano de Ajedrez por equipos e individual, Torneo Luis Gallego), a temas educativos (Plataforma Asturiana de Educación Crítica y Grupo Eleuterio Quintanilla) y a los medios audiovisuales (Ciclo de Cine Ateneo de Película, Ciclo de Proyección de Diapositivas Imágenes de un Viaje). También se desarrollan diversas actividades no encuadradas en dichas secciones (excursiones culturales, memoria del Holocausto). Asimismo, el Ateneo organiza numerosos actos conjuntamente con otras entidades locales, con el ánimo de unir esfuerzos comunes en aquellos temas (Aula Popular José Luis García Rúa, Día de la República, La Noche de las Palabras) en los que existe coincidencia de criterios. Además, aporta algunos contenidos a eventos consolidados en el panorama cultural gijonés (Semana Negra, Festival Internacional de Cine de Gijón, Salón del Libro Iberoamericano) o, incluso, fuera de Asturias (Encuentro Internacional de Editores Independientes). Desde el año 2000 su presidente es Luis Pascual.

## Aniversario
El 12 de agosto de 2021 cumplió 140 años, como uno de los motores culturales de Gijón.